# Vuelta a Castilla y León 2005
La Vuelta a Castilla y León 2005, ventesima edizione della corsa, si svolse dal 27 aprile al 1º maggio su un percorso di 712 km ripartiti in 5 tappe, con partenza da Astorga e arrivo a Estación de Esquí La Covatilla. Fu vinta dallo spagnolo Carlos García Quesada della Comunidad Valenciana davanti allo spagnolo Francisco Perez Sanchez e allo spagnolo David Blanco.

## Tappe
| Tappa  | Data      | Percorso                                   | km    | Vincitore di tappa           | Leader cl. generale          |
| ------ | --------- | ------------------------------------------ | ----- | ---------------------------- | ---------------------------- |
| 1ª     | 27 aprile | Astorga > Astorga                          | 142   | Sergio Miguel Vieira Ribeiro | Sergio Miguel Vieira Ribeiro |
| 2ª     | 28 aprile | Astorga > Zamora                           | 168   | Carlos Torrent Tarres        | Luis Pasamontes Rodriguez    |
| 3ª     | 29 aprile | Toro > Toro                                | 45    | Stéphane Goubert             | Stéphane Goubert             |
| 4ª     | 30 aprile | Zamora > Salamanca                         | 181   | Carlos García Quesada        | Stéphane Goubert             |
| 5ª     | 1º maggio | Salamanca > Estación de Esquí La Covatilla | 176,5 | Carlos García Quesada        | Carlos García Quesada        |
| Totale | Totale    | Totale                                     | 712   |                              |                              |

## Dettagli delle tappe

### 1ª tappa
- 27 aprile: Astorga > Astorga – 142 km

| Pos. | Corridore                    | Squadra       | Tempo    |
| ---- | ---------------------------- | ------------- | -------- |
| 1    | Sergio Miguel Vieira Ribeiro | Barbot        | 3h29'31" |
| 2    | Alexey Markov                | Milaneza Maia | s.t.     |
| 3    | David Fernández Domingo      | Andalucia     | s.t.     |

| Pos. | Corridore                    | Squadra       | Tempo    |
| ---- | ---------------------------- | ------------- | -------- |
| 1    | Sergio Miguel Vieira Ribeiro | Barbot        | 3h29'31" |
| 2    | Alexey Markov                | Milaneza Maia | s.t.     |
| 3    | David Fernández Domingo      | Andalucia     | s.t.     |

### 2ª tappa
- 28 aprile: Astorga > Zamora – 168 km

| Pos. | Corridore             | Squadra         | Tempo    |
| ---- | --------------------- | --------------- | -------- |
| 1    | Carlos Torrent Tarres | Catalunya       | 4h18'36" |
| 2    | Javier Cherro Molina  | Com. Valenciana | a 1'13"  |
| 3    | Lloyd Mondory         | AG2R            | s.t.     |

| Pos. | Corridore                 | Squadra           | Tempo    |
| ---- | ------------------------- | ----------------- | -------- |
| 1    | Luis Pasamontes Rodriguez | Relax Fuenlabrada | 7h49'20" |
| 2    | Javier Pascual Rodríguez  | Com. Valenciana   | s.t.     |
| 3    | Eddy Serri                | Barloworld        | s.t.     |

### 3ª tappa
- 29 aprile: Toro > Toro – 45 km

| Pos. | Corridore         | Squadra | Tempo  |
| ---- | ----------------- | ------- | ------ |
| 1    | Stéphane Goubert  | AG2R    | 56'21" |
| 2    | Christophe Riblon | AG2R    | s.t.   |
| 3    | Nicolas Portal    | AG2R    | s.t.   |

| Pos. | Corridore                | Squadra         | Tempo    |
| ---- | ------------------------ | --------------- | -------- |
| 1    | Stéphane Goubert         | AG2R            | 8h45'41" |
| 2    | Mikel Astarloza          | AG2R            | s.t.     |
| 3    | Javier Pascual Rodríguez | Com. Valenciana | a 10"    |

### 4ª tappa
- 30 aprile: Zamora > Salamanca – 181 km

| Pos. | Corridore                    | Squadra           | Tempo    |
| ---- | ---------------------------- | ----------------- | -------- |
| 1    | Carlos García Quesada        | Com. Valenciana   | 4h23'29" |
| 2    | Sergio Miguel Vieira Ribeiro | Barbot            | a 1"     |
| 3    | Luis Pasamontes Rodriguez    | Relax Fuenlabrada | s.t.     |

| Pos. | Corridore                | Squadra         | Tempo     |
| ---- | ------------------------ | --------------- | --------- |
| 1    | Stéphane Goubert         | AG2R            | 13h09'14" |
| 2    | Mikel Astarloza          | AG2R            | s.t.      |
| 3    | Javier Pascual Rodríguez | Com. Valenciana | a 10"     |

### 5ª tappa
- 1º maggio: Salamanca > Estación de Esquí La Covatilla – 176,5 km

| Pos. | Corridore                     | Squadra         | Tempo    |
| ---- | ----------------------------- | --------------- | -------- |
| 1    | Carlos García Quesada         | Com. Valenciana | 3h53'51" |
| 2    | Jorge Ferrio Luque            | Spiuk           | a 36"    |
| 3    | Nelson Nuno Sequeira Vitorino | L.A. Aluminios  | a 50"    |

| Pos. | Corridore               | Squadra         | Tempo     |
| ---- | ----------------------- | --------------- | --------- |
| 1    | Carlos García Quesada   | Com. Valenciana | 17h03'31" |
| 2    | Francisco Perez Sanchez | Illes Balears   | a 50"     |
| 3    | David Blanco            | Com. Valenciana | a 1'08"   |

## Classifiche finali

### Classifica generale
| Pos. | Corridore                      | Squadra                        | Tempo     |
| ---- | ------------------------------ | ------------------------------ | --------- |
| 1    | Carlos García Quesada          | Comunidad Valenciana           | 17h03'31" |
| 2    | Francisco Perez Sanchez        | Illes Balears-Caisse d'Epargne | a 50"     |
| 3    | David Blanco                   | Comunidad Valenciana           | a 1'08"   |
| 4    | Eladio Jimenez Sanchez         | Comunidad Valenciana           | a 1'21"   |
| 5    | Javier Pascual Rodríguez       | Comunidad Valenciana           | a 1'56"   |
| 6    | Jorge Ferrio Luque             | Spiuk                          | a 2'03"   |
| 7    | Stéphane Goubert               | Ag2r Prévoyance                | a 2'07"   |
| 8    | Bruno Miguel Castanheira Gomes | Milaneza Maia                  | a 2'33"   |
| 9    | Mikel Astarloza                | Ag2r Prévoyance                | a 2'36"   |
| 10   | Danail Petrov Andonov          | Milaneza Maia                  | a 2'53"   |